# Stroom (lied)
Stroom is een Nederlandstalig liedje van de Belgische band Arbeid Adelt! uit 1985.
Het nummer was de  B-kant van de single Décoiffé.
Het nummer werd gecoverd door Vive la Fête.

## Meewerkende artiesten
- Muzikanten
  - Jan Vanroelen (gitaar, keyboards)
  - Dani Klein (backing vocals)
  - Marcel Vanthilt (keyboards, zang)
  - Willy Willy (gitaar)